# 레드불 브라질
레드불 브라질(포르투갈어: Red Bull Brasil 레드불 브라지우[*])은 브라질의 축구단으로 상파울루주의 캄피나스를 연고로 한다. 오스트리아 기업인 레드불 유한회사 소유의 구단이다. 세리이 A 진출을 목표로 2007년 창단했지만 부진이 계속되자 레드불은 2019년 3월 26일에 CA 브라간치누와 파트너십을 맺고 합병했으며 기존의 레드불 브라질은 해체하지 않고 현재 레드불 브라간치누의 위성 구단으로서 상파울루주 리그에서 활동하고 있다.

## 역대 감독
| 감독                   | 임기        |
| ---------------------- | ----------- |
| 안토니우 카를루스 사구 | 2018 ~ 2019 |

## 같이 보기
- FC 레드불 잘츠부르크
- 뉴욕 레드불스
- 레드불 가나
- RB 라이프치히
- 레드불 브라간치누